# Trofeo Colombino de fútbol
El Trofeo Colombino es un torneo de verano amistoso de fútbol organizado por el Recreativo de Huelva con sede en la ciudad andaluza de Huelva, España. Comenzó disputándose en el Estadio Colombino hasta que en 2001, con la construcción del Nuevo Colombino, equipo y torneo se trasladaron al nuevo recinto. En la edición de 2019 se organizó paralelamente la Copa Colombina, la primera edición entre clubes femeninos, donde el Sporting de Huelva se proclamó campeón del triangular al ganar por 1-2 en el decisivo partido al Club Deportivo TACON. En el masculino, Recreativo de Huelva y Osasuna se enfrentaron tras no disputarse la edición de 2018 y que estuvo por presagiar una desaparición del torneo.

## Historia
Celebrado cada año en el mes de agosto, es un torneo veraniego clásico que empezó su andadura en el año 1965, siendo presidente del Recreativo José Luis Martín Berrocal. La primera edición, que coincidía con las Fiestas Colombinas de la ciudad, se compitió en formato de triangular en el que participaron el Génova, el Racing de París y el Recreativo de Huelva (los equipos más antiguos de Italia, Francia y España) y en la que el Decano se adjudicó este primer trofeo. Así, el 7 de agosto se jugó el Racing de París - Recreativo de Huelva con victoria por 5-1 para los onubenses, el día 8 de agosto se jugó el Racing de París - Génova con victoria italiana por 2-4 y, finalmente, el 9 de agosto el Recreativo de Huelva - Génova que terminó con nueva victoria del organizador del torneo por 3-1. En la quinta edición compitió por primera vez en el torneo un equipo Sudamericano, el Sao Paulo, y en la sexta hizo lo respectivo un club soviético, el Spartak de Moscú.

## Sistema de competición
Suele disputarse en forma de triangular -en formato de todos contra todos y en donde el Recreativo juega el primer y tercer encuentro- o de cuadrangular con dos eliminatorias, consolación y final aunque en 2011, 2014, 2015 y en 2017 se celebró en modalidad de partido único. Al club campeón se le otorga como premio la reproducción de una carabela en plata, siendo el Recreativo el que más trofeos ha conseguido con catorce, el último de ellos en 2017.

## Palmarés

### Masculino
| Año         | Edición | Campeón                    | Resultado      | Subcampeón                 | Tercero                    | Resultado        | Cuarto                     |
| 1965        | I       | R. C. Recreativo de Huelva | triangular     | Genoa C. F. C.             | Racing de París            | -                | -                          |
| 1966        | II      | Atlético de Madrid         | 2-0            | R. C. Recreativo de Huelva | Stade de Reims             | 2-1              | C. F. Os Belenenses        |
| 1967        | III     | R. C. Recreativo de Huelva | 2-1            | Sevilla F. C.              | Vitória F. C.              | 1-0              | Olympique de Lyon          |
| 1968        | IV      | Real Betis Balompié        | 3-1            | R. C. Recreativo de Huelva | A. A. Portuguesa           | 3-2              | F. A. R. Rabat             |
| 1969        | V       | São Paulo F. C.            | 2-1            | Real Madrid C. F.          | R. S. C. Anderlecht        | 3-0              | U. D. Las Palmas           |
| 1970        | VI      | Real Madrid C. F.          | 2-1            | F. C. Spartak Moskva       | R. S. Liège                | 3-1              | Sevilla F. C.              |
| 1971        | VII     | Újpest Dózsa F. C.         | 3-1            | TSSKA Moskva               | Real Madrid C. F.          | 1-1 (3-2 pen.)   | Real Betis Balompié        |
| 1972        | VIII    | Atlético de Madrid         | 2-1            | Š. K. Slovan Bratislava    | Fluminense F. C.           | 2-0              | Valencia C. F.             |
| 1973        | IX      | F. C. Dinamo Tbilisi       | 3-1            | S. L. Benfica              | Derby County F. C.         | 2-1              | Atlético de Madrid         |
| 1974        | X       | Feyenoord Rotterdam        | 1-0            | Újpest Dózsa F. C.         | Real Betis Balompié        | 5-0              | F. C. Bayern               |
| 1975        | XI      | Sevilla F. C.              | 2-0            | Athletic Club              | C. A. River Plate          | 2-1              | F. C. Dinamo Tbilisi       |
| 1976        | XII     | F. K. Partizan             | 1-1 (5-4 pen.) | Atlético de Madrid         | Manchester City F. C.      | 1-1 (4-3 pen.)   | Real Betis Balompié        |
| 1977        | XIII    | R. C. Recreativo de Huelva | 2-1            | Budapest Honvéd F. C.      | Újpest Dózsa F. C.         | 2-1              | Real Sociedad              |
| 1978        | XIV     | F. K. S. Stal Mielec       | 4-1            | F. C. Dinamo București     | Sevilla F. C.              | 4-0              | R. C. Recreativo de Huelva |
| 1979        | XV      | R. C. Recreativo de Huelva | 2-1            | K. S. K. Beveren           | Real Betis Balompié        | 4-2              | F. K. S. Stal Mielec       |
| 1980        | XVI     | C. R. Vasco da Gama        | 3-1            | R. C. Recreativo de Huelva | R. C. D. Español           | 3-1              | G. N. K. Dinamo Zagreb     |
| 1981        | XVII    | Athletic Club              | 2-1            | F. C. Barcelona            | Atlético de Madrid         | 0-0 ( 4-3 pen.)  | R. C. Recreativo de Huelva |
| 1982        | XVIII   | Nottingham Forest F. C.    | 1-0            | R. C. Recreativo de Huelva | Athletic Club              | 1-0              | Sevilla F. C.              |
| 1983        | XIX     | Real Betis Balompié        | 5-2            | C. F. América              | America F. C.              | 5-1              | R. C. Recreativo de Huelva |
| 1984        | XX      | Real Madrid C. F.          | 1-0            | R. C. Recreativo de Huelva | Real Betis Balompié        | 3-2              | C. D. Málaga               |
| 1985        | XXI     | Sevilla F. C.              | 3-2            | Atlético de Madrid         | Botafogo F. R.             | 2-2 (pen.)       | R. C. Recreativo de Huelva |
| 1986        | XII     | R. C. Recreativo de Huelva | 2-2 (4-2 pen.) | Manchester City F. C.      | F. C. Barcelona            | 4-1              | Sevilla F. C.              |
| 1987        | XXIII   | R. C. Recreativo de Huelva | 2-1            | S. L. Benfica              | R. C. D. Español           | 3-1              | Real Betis Balompié        |
| 1988        | XXIV    | C. R. Flamengo             | 1-0            | R. C. Recreativo de Huelva | Cruzeiro E. C.             | 1-0              | Real Zaragoza              |
| 1989        | XXV     | Real Madrid C. F.          | 3-1            | F. C. Spartak Moskva       | Real Betis Balompié        | 1-1 (4-3 pen.)   | R. C. Recreativo de Huelva |
| 1990        | XXVI    | Athletic Club              | 2-0            | R. C. Recreativo de Huelva | Atlético de Madrid         | 1-1 (5-4 pen.)   | Real Betis Balompié        |
| 1991        | XXVII   | Atlético de Madrid         | 1-0            | Sevilla F. C.              | R. C. Recreativo de Huelva | 2-1              | F. C. Spartak Moskva       |
| 1992        | XXVIII  | Chile                      | 2-0            | S. L. Benfica              | Uruguay                    | 5-0              | R. C. Recreativo de Huelva |
| 1993        | XXIX    | Atlético de Madrid         | 2-1            | U. C. Sampdoria            | São Paulo F. C.            | 1-0              | Sevilla F. C.              |
| 1994        | XXX     | Real Zaragoza              | triangular     | Real Betis Balompié        | Atlético de Madrid         | -                | -                          |
| 1995        | XXXI    | Real Betis Balompié        | triangular     | R. C. Recreativo de Huelva | C. P. Mérida               | -                | -                          |
| 1996        | XXXII   | Sevilla F. C.              | 4-1            | R. C. Recreativo de Huelva | Real Valladolid C. F.      | 1-0              | Real Betis Balompié        |
| 1997        | XXXIII  | Grêmio F. P. A.            | 4-2            | Sevilla F. C.              | Real Zaragoza              | 1-0              | R. C. Recreativo de Huelva |
| 1998        | XXXIV   | R. C. Recreativo de Huelva | 1-1 (5-4 pen.) | Real Sociedad              | Real Betis Balompié        | 3-2              | Olympiakós S. F. P.        |
| 1999        | XXXV    | Athletic Club              | 3-1            | Málaga C. F.               | R. C. Recreativo de Huelva | 2-1              | Philips S. V.              |
| 2000        | XXXVI   | R. C. Recreativo de Huelva | 1-0            | Real Betis Balompié        | U. D. Las Palmas           | 2-0              | Málaga C. F.               |
| 2001        | XXXVII  | R. C. Celta de Vigo        | 3-1            | C. D. Tenerife             | R. C. Recreativo de Huelva | No se jugó 3º-4º | C. A. Osasuna              |
| 2002        | XXXVIII | Atlético de Madrid         | 1-0            | R. C. Recreativo de Huelva | Sevilla F. C.              | 3-0              | R. C. D. Español           |
| 2003        | XXXIX   | R. C. Recreativo de Huelva | 1-1 (3-0 pen.) | Málaga C. F.               | Sevilla F. C.              | 1-0              | P. A. E. Panathinaikós     |
| 2004        | XL      | R. C. Recreativo de Huelva | 2-2 (6-5 pen.) | Málaga C. F.               | Real Sociedad              | 1-1 (7-6 pen.)   | Real Betis Balompié        |
| 2005        | XLI     | Sevilla F. C.              | triangular     | R. C. Recreativo de Huelva | Athletic Club              | -                | -                          |
| 2006        | XLII    | Sporting C. P.             | 3-0            | R. C. Recreativo de Huelva | Bolton Wanderers F. C.     | 4-2              | Sevilla F. C.              |
| 2007        | XLIII   | Parma F. C.                | triangular     | R. C. Recreativo de Huelva | Real Zaragoza              | -                | -                          |
| 2008        | XLIV    | R. C. Recreativo de Huelva | triangular     | Athletic Club              | Málaga C. F.               | -                | -                          |
| 2009        | XLV     | Real Betis Balompié        | triangular     | Real Zaragoza              | R. C. Recreativo de Huelva | -                |                            |
| 2010        | XLVI    | R. C. Recreativo de Huelva | 3-0            | R. S. Gijón                | Atlético de Madrid         | 3-0              | Montevideo Wanderers F. C. |
| 2011        | XLVII   | Atlético de Madrid         | 2-1            | R. C. Recreativo de Huelva | -                          | -                | -                          |
| 2012        | XLVIII  | Getafe C. F.               | 2-1            | R. C. Recreativo de Huelva | Sporting C. P.             | 3-1              | Atlético Tetuán            |
| 2013        | XLIX    | Levante U. D.              | 2-0            | Pescara Calcio             | R. C. Recreativo de Huelva | 1-0              | S. C. Olhanense            |
| 2014        | L       | F. C. Barcelona            | 1-0            | R. C. Recreativo de Huelva | -                          | -                | -                          |
| 2015        | LI      | Real Betis Balompié        | 2-1            | R. C. Recreativo de Huelva | -                          | -                | -                          |
| 2016        | LII     | R. C. Recreativo de Huelva | triangular     | Córdoba C. F.              | Real Betis Balompié        | -                | -                          |
| 2017        | LIII    | R. C. Recreativo de Huelva | 1-0            | Getafe C. F.               | -                          | -                | -                          |
| 2018        | -       | No disputado               | No disputado   | No disputado               | No disputado               | No disputado     | No disputado               |
| 2019        | LIV     | C. A. Osasuna              | 1-0            | R. C. Recreativo de Huelva | -                          | -                | -                          |
| 2020 - 2023 | -       | No disputado               | No disputado   | No disputado               | No disputado               | No disputado     | No disputado               |
| 2024        | LV      | Córdoba C. F.              | 0-0 (4-3 pen.) | R. C. Recreativo de Huelva | -                          | -                | -                          |
| 2025        | LVI     | Zamora C. F.               | triangular     | R. C. Recreativo de Huelva | C.P. Cacereño              |                  |                            |

### Femenino
| Año  | Campeón            | Subcampeón  | Tercero       | Cuarto |
| 2019 | Sporting de Huelva | C. D. TACON | Sevilla F. C. | -      |

### Títulos por equipo
Resaltados los equipos femeninos, desde su primera comparecencia en 2019.
| Equipo                     | Títulos | Años Campeón                                                                       |
| R. C. Recreativo de Huelva | 14      | 1965, 1967, 1977, 1979, 1986, 1987, 1998, 2000, 2003, 2004, 2008, 2010, 2016, 2017 |
| Atlético de Madrid         | 6       | 1966, 1972, 1991, 1993, 2002, 2011                                                 |
| Real Betis Balompié        | 5       | 1968, 1983, 1995, 2009, 2015                                                       |
| Sevilla F. C.              | 4       | 1975, 1985, 1996, 2005                                                             |
| Real Madrid C. F.          | 3       | 1970, 1984, 1989                                                                   |
| Athletic Club              | 3       | 1981, 1990, 1999                                                                   |
| São Paulo F. C.            | 1       | 1969                                                                               |
| Újpest Dózsa F. C.         | 1       | 1971                                                                               |
| F. C. Dinamo Tbilisi       | 1       | 1973                                                                               |
| Feyenoord Rotterdam        | 1       | 1974                                                                               |
| F. K. Partizan             | 1       | 1976                                                                               |
| F. K. S. Stal Mielec       | 1       | 1978                                                                               |
| C. R. Vasco da Gama        | 1       | 1980                                                                               |
| Nottingham Forest F. C.    | 1       | 1982                                                                               |
| C. R. Flamengo             | 1       | 1988                                                                               |
| Chile                      | 1       | 1992                                                                               |
| Real Zaragoza              | 1       | 1994                                                                               |
| Grêmio F. P. A.            | 1       | 1997                                                                               |
| R. C. Celta de Vigo        | 1       | 2001                                                                               |
| Sporting C. P.             | 1       | 2006                                                                               |
| Parma F. C.                | 1       | 2007                                                                               |
| Getafe C. F.               | 1       | 2012                                                                               |
| Levante U. D.              | 1       | 2013                                                                               |
| F. C. Barcelona            | 1       | 2014                                                                               |
| C. A. Osasuna              | 1       | 2019                                                                               |
| Córdoba C. F.              | 1       | 2024                                                                               |
| Zamora C. F.               | 1       | 2025                                                                               |

Femenino
| Equipo             | Títulos | Años Campeón |
| Sporting de Huelva | 1       | 2019         |